# Gruppe Nordfranken
Die Gruppe Nordfranken war ein Zusammenschluss von Künstlern der Nachkriegszeit in Nordfranken.
Die Gruppe gründete sich in der Nachkriegszeit, 1964, als Zusammenschluss von Malern, Grafikern, Bildhauern und anderen Künstlern mit dem Schwerpunkt Stadt und Landkreis Hof. Namhafte Mitglieder waren Rolf Burchard, Max Escher, Emil Ressel, Karl Schricker, Karl Bedal, Anton Richter, Hannsjürgen Lommer, Runhild Laubmann und Margarete Wiggen. Die Gruppe realisierte zahlreiche Ausstellungen u. a. in Hof, Marktredwitz, Bamberg und Schweinfurt. Die Zeitschrift Kulturwarte erschien auf Betreiben der Stadt Hof bis 1991 in 36 Jahrgängen, die u. a. über Künstler, Ausstellungen und Werke berichtete. Hier wurde auch in der Juni-Ausgabe von 1976 im Zusammenhang mit der geplanten Grenzland-Biennale der Zusammenschluss der Gruppe Nordfranken mit der Interessengemeinschaft bildender Künstler in Hof zur Gruppe Nordfranken – Gemeinschaft bildender Künstler bekanntgegeben. Eng verbunden mit der Gruppe waren mehrere Künstler aus Schwarzenbach an der Saale, die Edgar Schindler eigens als Schwarzenbacher Malergruppe anspricht. Zu ihnen zählt er die von Werner Gilles und Ernst Schuhmacher beeinflussten Künstler Anton Richter, Karl Bedal, Arthur Seedorf und Alfred Kutzscher. 1996 gründete sich unter Beteiligung einzelner Mitglieder der Kunstverein Hof, dem sich verbliebene Mitglieder der Gruppe Nordfranken anschlossen.